# Jabłka grójeckie

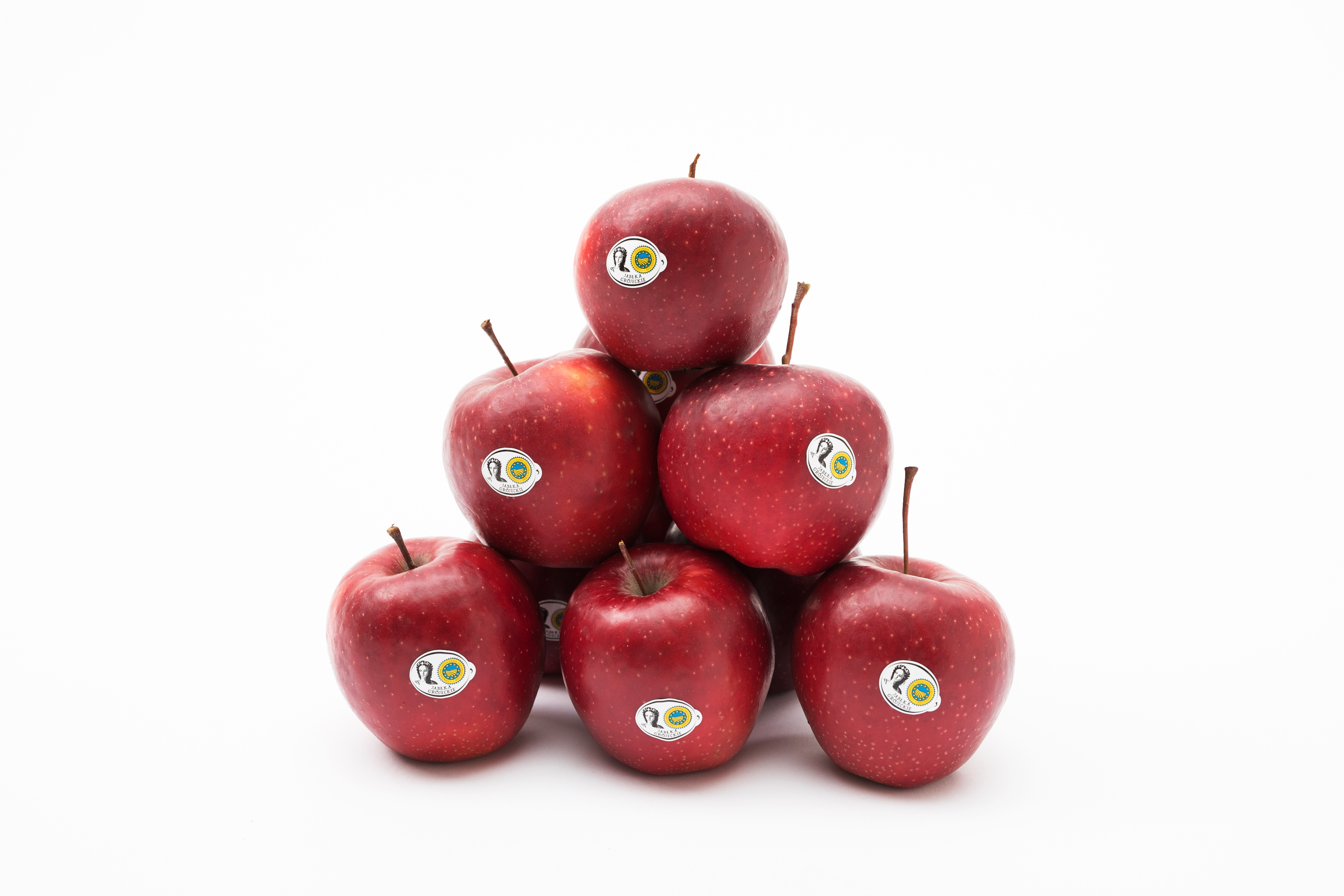
Jabłka grójeckie

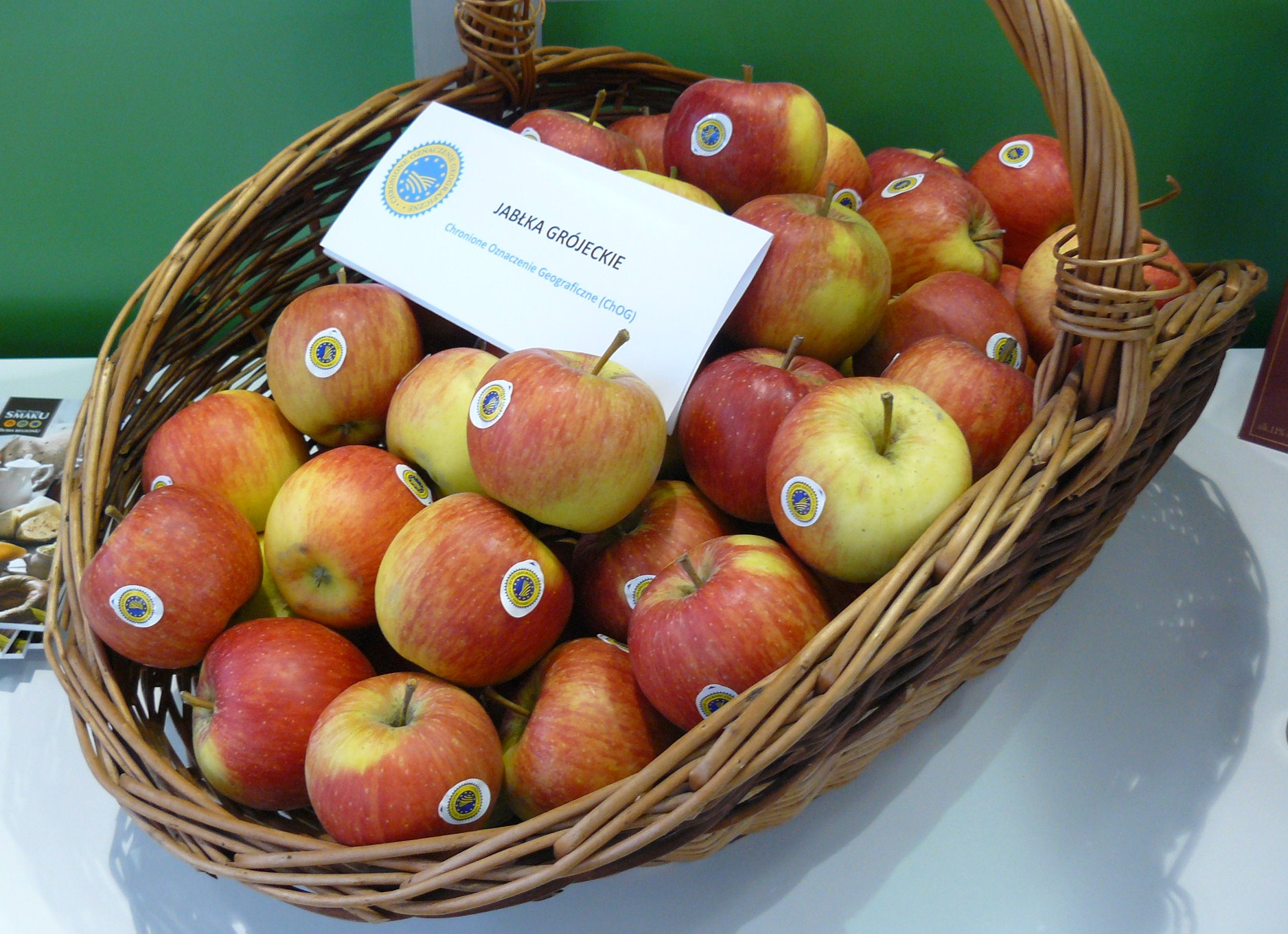
Jabłka grójeckie na targach Smaki Regionów, Poznań 2015

Jabłka grójeckie – produkt wpisany na listę produktów tradycyjnych 28 kwietnia 2008 w kategorii Warzywa i owoce w województwie mazowieckim.

## Tradycja
Początki powstawania „największego sadu Europy” datuje się od panowania królowej Bony, która słynęła z zamiłowania do ogrodnictwa, w tym również sadownictwa. W 1545 roku otrzymała duże połacie ziemi w powiecie grójeckim, o które później dbała, ustanawiając liczne przywileje dla posiadaczy ogrodów. Następnie sadownictwo znalazło umocowanie prawne w akcie królewskim z 1578 roku, wydanym przez syna królowej Bony. Dało to początek rozwoju sadów owocowych, w tym głównie jabłoniowych. W wielu dziełach historycznych znajdują się liczne wzmianki o rozwoju sadów dworskich i chłopskich na terenach Grójecczyzny.
Niemałą rolę w historii „jabłek grójeckich” odegrali również duchowni (Roch Wójcicki z Belska, Niedźwiedzki z Łęczeszyc, Stefan Roguski z Goszczyna i Edward Kawiński z Konar), którzy w XIX w. byli głównymi propagatorami sadownictwa w tym regionie.
Na początku XX wieku zakładano już sady handlowe, których symbolem stał się Jan Cieślak z Podgórzyc. Wprowadził on wysoką kulturę w uprawie oraz w przechowalnictwie jabłek (w 1918 roku wybudował pierwszą przechowalnię owoców w Polsce).
Z początkiem XX wieku pojawili się również pierwsi doradcy, a do najsłynniejszych z tego regionu należał Witalis Urbanowicz, który w 1909 roku zasłynął z opracowania 10 przykazań ogrodniczych.
Bardzo dynamiczny rozwój grójeckiego sadownictwa, którego synonimem stał się prof. Szczepan Pieniążek, rozpoczął się z końcem II wojny światowej. Za jego sprawą powstał Instytut Sadownictwa i Kwiaciarstwa, który przekazywał najnowszą wiedzę i doświadczenia w uprawie jabłoni lokalnym sadownikom. Z polecenia profesora, jego wychowanek – Eligiusz Gajewski, założył w Nowej Wsi – Zakład Doświadczalny Instytutu Sadownictwa i Kwiaciarstwa. Zakład ten stał się wzorcowym gospodarstwem, z którego praktyczną wiedzę czerpali grójeccy sadownicy.
W miarę upływu czasu „jabłek grójeckich” wciąż przybywało i już w 1958 roku lokalni rolnicy mieli do czynienia z klęską urodzaju, co skłoniło zastępcę przewodniczącego Prezydium Powiatowej Rady Narodowej w Grójcu – Wacława Przytockiego do zorganizowania Dni Kwitnących Jabłoni, mających na celu promocję jabłek i regionu. Święto Kwitnących Jabłoni na początku obchodzono co roku w innej miejscowości i stosowane były różne nazwy: Dni Kwitnących Jabłoni, Dni Kwitnącej Jabłoni, Grójeckie Dni Kwitnącej Jabłoni, Grójeckie Dni Kwitnących Jabłoni, Kwitnące Jabłonie, Święto Kwitnących Jabłoni. Od kilkunastu lat utarło się stosowanie ostatniej nazwy.
Dla większości mieszkańców województwa mazowieckiego i przyległych województw Grójec jest synonimem obszaru upraw jabłoni. Wszędzie można spotkać się tu z motywami sadowniczymi: w herbie powiatu grójeckiego, w herbach wielu gmin (Chynów, Belsk Duży, Błędów, Jasieniec, Kowiesy, Sadkowice) – symbole jabłka, nazwy miejscowości – Sadków, Sadkowice, płaskorzeźba w Domu Ogrodnika w Grójcu przedstawiająca zbiór jabłek, nazewnictwo miejskie, jak np. osiedle „Zielony Sad”.
Obecnie na terenie ziemi grójeckiej uprawia się intensywne sady karłowe, które dostarczają ok. 40% krajowej produkcji jabłek, a intensywność upraw w niektórych gminach sięga nawet 70%.

## Specyfika obszaru geograficznego
Obszar produkcji „jabłek grójeckich” położony jest w centralnej Polsce na terenach Równiny Warszawskiej, Wysoczyzny Rawskiej, Doliny Białobrzeskiej i Doliny Środkowej Wisły. Są to regiony geograficzne wchodzące w skład Niziny Środkowomazowieckiej oraz Niziny Południowomazowieckiej.
Na tych terenach przeważają gleby bielicowe lub pseudobielicowe rozwinięte na piaskach, glinach oraz osadach zastoiskowych, średnich i niskich klas bonitacyjnych, które idealnie sprawdzają się w uprawie sadów jabłoniowych. Roczna suma opadów wynosi 600 mm. Długość okresu wegetacyjnego wynosi około 200 dni co pozwala na uprawę większości odmian jabłoni. Stosunkowo łagodny klimat tego regionu zbliżony do kontynentalnego, nie powoduje znaczących strat w nasadzeniach nawet w przypadku odmian wrażliwych na mróz.
Charakterystyczny dla tego regionu jest mikroklimat odznaczający się występowaniem niskich temperatur (nawet 0 °C) w godzinach nocnych, w okresie przedzbiorczym (wrzesień, początek października).
Wyznaczony obszar produkcji jabłek grójeckich cechuje duży współczynnik jednolitości. Od centrum wyznaczonego regionu, które stanowi miasto Grójec, po jego granice uprawy jabłoni obecne są w każdej miejscowości. Koncentracja upraw, sięgająca 70% w okolicach Grójca, maleje wraz ze wzrostem odległości od tego miasta a już poza granicami wyznaczonego obszaru uprawy jabłoni występują sporadycznie. To dlatego region ten nazywany jest potocznie „największym sadem Europy”.

## Specyfika produktu
„Jabłka grójeckie” charakteryzują się rumieńcem większym od przeciętnego średnio o 5%. Czerwony rumieniec na jabłku wpływa nie tylko na jego ładny wygląd, ale również świadczy o wyższej zawartości barwników głównie antocyjanów i karetonoidów w tkankach pod skórką jabłka. „Jabłka grójeckie” charakteryzują się również kwasowością wyższą od przeciętnej dla danej odmiany średnio o 5%. Jednakże wartość tego parametru uzależniona jest od warunków atmosferycznych panujących w danym okresie wegetacyjnym.
Unikalne warunki naturalne występujące na obszarze produkcji „jabłek grójeckich”, w szczególności warunki glebowe i specyficzny mikroklimat sprawiają, że „jabłka grójeckie” wybarwiają się szybciej i charakteryzują się wyższym od przeciętnego rumieńcem oraz cechuje je wysoka kwasowość. Niska temperatura występująca w godzinach nocnych wpływa korzystnie na procesy fizjologiczne zachodzące w jabłkach tuż przed zbiorem. Polega to na mniejszej intensywności procesów spalania podczas nocnego spoczynku jabłek i co za tym idzie poprawia również odpowiedni stosunek cukrów do kwasów co ma znaczący wpływ na smak „jabłek grójeckich”.
Smak jabłek grójeckich uzależniony od odmian może być: słodki, słodko-kwaśny, słodko-winny, kwaskowaty, winny, korzenno-winny. Ze względu na specyficzny mikroklimat smak i zapach jabłek grójeckich jest bardziej wyrazisty i aromatyczny od jabłek uprawianych w innych regionach.
Konsystencja jabłek grójeckich może być: krucha, średnio zwięzła lub ścisła. Skórka jabłek w zależności od odmiany jest gładka lub szorstka. Na niektórych odmianach występuje specyficzny, naturalny nalot.